# Juliana Žofie Dánská
Juliana Žofie Dánská (18. února 1788, Kodaň – 9. května 1850, Kodaň) byla dánskou princeznou, dcerou dědice dánského a norského trůnu Frederika Dánského, mladšího syna krále Frederika V. a jeho druhé manželky Juliany Marie Brunšvické.

## Rodina
Juliana Žofie se narodila jako nejstarší dcera a druhé dítě korunního prince Frederika a jeho manželky Žofie Frederiky Meklenbursko-Zvěřínské, dcery vévody Ludvíka Meklenbursko-Zvěřínského a Šarloty Žofie Sasko-Kobursko-Saalfeldské. Měla několik sourozenců včetně budoucího krále Kristiána VIII. Její rodiče neměli v prvních deseti letech manželství žádné dítě, které by přežilo, nakonec však měli čtyři děti.
O skutečném otcovství princezny Juliany a jejích tří sourozenců se diskutovalo a obecně se věřilo, že otcem dětí Žofie Frederiky byl pobočník prince Frederika, Frederik von Blücher.

## Dětství
Když se Juliana narodila, byl dánským panovníkem její nevlastní strýc Kristián VII., ale ve skutečnosti vládl její nevlastní bratranec, korunní princ a budoucí král Frederik VI.
Několik let před Julianiným narozením byla vláda monarchie v rukou její babičky, královny vdovy Juliany Marie, po níž dostala princezna Juliana jméno, a jejího otce, převrat korunního prince však její rodinu zbavil moci. Napětí mezi dvěma větvemi královské rodiny kvůli převratu trvaly po celé Julianino dětství, nakonec se však prostřednictvím sňatků usmířily.
V prvních letech života žila Juliana se zbytkem královské rodiny v paláci Christiansborg, po ničivém požáru v roce 1794 se však princ Frederik s rodinou přestěhoval do velkého domu v Amalienborgu. Její matka Žofie Frederika zemřela toho roku krátce po přestěhování.
V roce 1808 měla Juliana Žofie společně s bratrem Kristiánem a sestrou Luisou Šarlotou v kapli paláce Frederiksberg, letním sídle královské rodiny, biřmování.

## Manželství
22. srpna 1812 se v paláci Frederiksberg princezna Juliana Žofie provdala za lankraběte Viléma Hesensko-Philippsthalsko-Barchfeldského (10. srpna 1786 – 30. listopadu 1834). Vilém byl synem Adolfa Hesensko-Philippsthalsko-Barchfeldského a Luisy Sasko-Meiningenské.
Vilém žil od mládí v Dánsku, měl úspěšnou vojenskou kariéru a v dánském hlavním městě byl oblíbeným a respektovaným mužem.
Manželství založené na skutečných citech obou manželů bylo šťastné. Pár však neměl děti, zřejmě proto, že se Juliana bála, že zemře při porodu. Vilém měl milenku, s níž měl pět dcer. Pár měl panské sídlo v Kodani a jako letní residenci užíval zámek Fredensborg severně od hlavního města.

## Dánský trůn a následnictví
Král Frederik VI. neměl syny, a tak se dědicem dánského trůnu stal Julianin starší bratr Kristián. V roce 1821 byla se svou větví královské rodiny povýšena z Výsosti (běžný titul dětí mladších synů dánského krále) na královskou Výsost.
Když se v roce 1848 stal králem její bezdětný synovec Frederik VII., stala se Juliana druhou v pořadí následnictví dánského trůnu po svém bezdětném bratrovi Ferdinandovi, který byl kromě krále jediným mužským členem královské rodiny. Dánská monarchie se skládala z několika států s různými zákony, a v některých z nich nesměla dědit žena, bylo tak rozhodnuto o jiném dědici, což Juliana akceptovala.
Juliana Žofie zemřela 9. května 1850, krátce před rozhodnutím o dědici Kristiánovi, zeti její sestry.

## Vývod z předků
|                      |                                                   |  |                                 |                                                           |  |  |  |  |  |  |  | Frederik IV. Dánský |
|                      |                                                   |  |                                 |                                                           |  |  |  |  |  |  |  |                     |
|                      | Kristián VI.                                      |  |                                 |                                                           |  |  |  |  |  |  |  |                     |
|                      |                                                   |  |                                 |                                                           |  |  |  |  |  |  |  |                     |
|                      |                                                   |  |                                 | Luisa Meklenburská                                        |  |  |  |  |  |  |  |                     |
|                      |                                                   |  |                                 |                                                           |  |  |  |  |  |  |  |                     |
|                      | Frederik V.                                       |  |                                 |                                                           |  |  |  |  |  |  |  |                     |
|                      |                                                   |  |                                 |                                                           |  |  |  |  |  |  |  |                     |
|                      |                                                   |  |                                 | Kristián Jindřich Braniborsko-Kulmbašský                  |  |  |  |  |  |  |  |                     |
|                      |                                                   |  |                                 |                                                           |  |  |  |  |  |  |  |                     |
|                      | Žofie Magdalena Braniborská                       |  |                                 |                                                           |  |  |  |  |  |  |  |                     |
|                      |                                                   |  |                                 |                                                           |  |  |  |  |  |  |  |                     |
|                      |                                                   |  |                                 | Žofie Kristýna Wolfsteinská                               |  |  |  |  |  |  |  |                     |
|                      |                                                   |  |                                 |                                                           |  |  |  |  |  |  |  |                     |
|                      | Frederik Dánský                                   |  |                                 |                                                           |  |  |  |  |  |  |  |                     |
|                      |                                                   |  |                                 |                                                           |  |  |  |  |  |  |  |                     |
|                      |                                                   |  |                                 | Ferdinand Albrecht I. Brušvicko-Wolfenbüttelsko-Bevernský |  |  |  |  |  |  |  |                     |
|                      |                                                   |  |                                 |                                                           |  |  |  |  |  |  |  |                     |
|                      | Ferdinand Albrecht II. Brunšvicko-Wolfenbüttelský |  |                                 |                                                           |  |  |  |  |  |  |  |                     |
|                      |                                                   |  |                                 |                                                           |  |  |  |  |  |  |  |                     |
|                      |                                                   |  |                                 | Kristýna Hesensko-Eschwegeská                             |  |  |  |  |  |  |  |                     |
|                      |                                                   |  |                                 |                                                           |  |  |  |  |  |  |  |                     |
|                      | Juliana Marie Brunšvická                          |  |                                 |                                                           |  |  |  |  |  |  |  |                     |
|                      |                                                   |  |                                 |                                                           |  |  |  |  |  |  |  |                     |
|                      |                                                   |  |                                 | Ludvík Rudolf Brunšvicko-Wolfenbüttelský                  |  |  |  |  |  |  |  |                     |
|                      |                                                   |  |                                 |                                                           |  |  |  |  |  |  |  |                     |
|                      | Antonie Amálie Brunšvicko-Wolfenbüttelská         |  |                                 |                                                           |  |  |  |  |  |  |  |                     |
|                      |                                                   |  |                                 |                                                           |  |  |  |  |  |  |  |                     |
|                      |                                                   |  |                                 | Kristýna Luisa Öttingenská                                |  |  |  |  |  |  |  |                     |
|                      |                                                   |  |                                 |                                                           |  |  |  |  |  |  |  |                     |
| Juliana Žofie Dánská |                                                   |  |                                 |                                                           |  |  |  |  |  |  |  |                     |
|                      |                                                   |  |                                 |                                                           |  |  |  |  |  |  |  |                     |
|                      |                                                   |  | Fridrich Meklenbursko-Grabowský |                                                           |  |  |  |  |  |  |  |                     |
|                      |                                                   |  |                                 |                                                           |  |  |  |  |  |  |  |                     |
|                      | Kristián Ludvík II. Meklenbursko-Zvěřínský        |  |                                 |                                                           |  |  |  |  |  |  |  |                     |
|                      |                                                   |  |                                 |                                                           |  |  |  |  |  |  |  |                     |
|                      |                                                   |  |                                 | Kristýna Vilemína Hesensko-Homburská                      |  |  |  |  |  |  |  |                     |
|                      |                                                   |  |                                 |                                                           |  |  |  |  |  |  |  |                     |
|                      | Ludvík Meklenbursko-Zvěřínský                     |  |                                 |                                                           |  |  |  |  |  |  |  |                     |
|                      |                                                   |  |                                 |                                                           |  |  |  |  |  |  |  |                     |
|                      |                                                   |  |                                 | Adolf Fridrich II. Meklenbursko-Střelický                 |  |  |  |  |  |  |  |                     |
|                      |                                                   |  |                                 |                                                           |  |  |  |  |  |  |  |                     |
|                      | Gustava Karolina Meklenbursko-Střelická           |  |                                 |                                                           |  |  |  |  |  |  |  |                     |
|                      |                                                   |  |                                 |                                                           |  |  |  |  |  |  |  |                     |
|                      |                                                   |  |                                 | Marie Meklenburská                                        |  |  |  |  |  |  |  |                     |
|                      |                                                   |  |                                 |                                                           |  |  |  |  |  |  |  |                     |
|                      | Žofie Frederika Meklenbursko-Zvěřínská            |  |                                 |                                                           |  |  |  |  |  |  |  |                     |
|                      |                                                   |  |                                 |                                                           |  |  |  |  |  |  |  |                     |
|                      |                                                   |  |                                 | Jan Arnošt IV. Sasko-Kobursko-Saalfeldský                 |  |  |  |  |  |  |  |                     |
|                      |                                                   |  |                                 |                                                           |  |  |  |  |  |  |  |                     |
|                      | František Josias Sasko-Kobursko-Saalfeldský       |  |                                 |                                                           |  |  |  |  |  |  |  |                     |
|                      |                                                   |  |                                 |                                                           |  |  |  |  |  |  |  |                     |
|                      |                                                   |  |                                 | Šarlota Johana Waldecko-Wildungenská                      |  |  |  |  |  |  |  |                     |
|                      |                                                   |  |                                 |                                                           |  |  |  |  |  |  |  |                     |
|                      | Šarlota Žofie Sasko-Kobursko-Saalfeldská          |  |                                 |                                                           |  |  |  |  |  |  |  |                     |
|                      |                                                   |  |                                 |                                                           |  |  |  |  |  |  |  |                     |
|                      |                                                   |  |                                 | Ludvík Fridrich I. Schwarzbursko-Rudolstadtský            |  |  |  |  |  |  |  |                     |
|                      |                                                   |  |                                 |                                                           |  |  |  |  |  |  |  |                     |
|                      | Anna Žofie Schwarzbursko-Rudolstadtská            |  |                                 |                                                           |  |  |  |  |  |  |  |                     |
|                      |                                                   |  |                                 |                                                           |  |  |  |  |  |  |  |                     |
|                      |                                                   |  |                                 | Anna Žofie Sasko-Gothajsko-Altenburská                    |  |  |  |  |  |  |  |                     |
|                      |                                                   |  |                                 |                                                           |  |  |  |  |  |  |  |                     |